# VL85型电力机车
VL85型电力机车（俄语：ВЛ85），是苏联的干线货运电力机车车型之一，适用于25千伏工频单相交流制的电气化铁路。
VL85型机车为双机重联12轴大功率电力机车，由诺沃切尔卡斯克电力机车厂、全苏电力机车研究所（俄语：ВЭлНИИ）于1983年在VL80型电力机车基础上研制成功，采用交—直流电传动，每组机车由两台结构相同的Bo-Bo-Bo轴式机车组成。

## 参看
- VL80型电力机车
- VL15型电力机车
- 8G型电力机车